# Paralelo 46 Sur

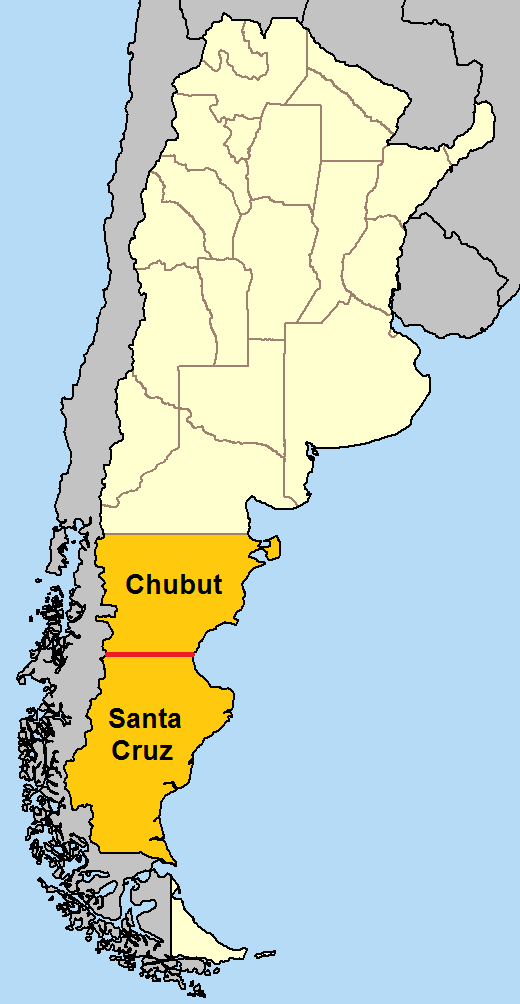
En Argentina, el paralelo 46 sur define el límite entre las provincias de Chubut y Santa Cruz.

El Paralelo 46 S es el paralelo que está 46° grados al sur del plano ecuatorial terrestre.
A esta latitud el día dura 8 horas con 38 minutos en el solsticio de junio y 15 horas con 46 minutos en el solsticio de diciembre.
Comenzando por el meridiano de Greenwich y tomando la dirección este, el paralelo 46 sur pasa por:
| País, territorio o mar | Notas |
| ---------------------- | --- |
| Océano Atlántico       | |
| Océano Índico          | Pasando entre Île aux Cochons y Îlots des Apôtres, Islas Crozet, Tierras Australes y Antárticas Francesas |
| Océano Pacífico        | Mar de Tasmania                                                                                           |
| Nueva Zelanda          | Isla Sur, al sur de la ciudad de Dunedin                                                                  |
| Océano Pacífico        | |
| Chile                  | Región de Aysén                                                                                           |
| Argentina              | Límite divisorio entre las provincias de Chubut y Santa Cruz                                              |
| Océano Atlántico       | |